# Debregeasia
Debregeasia é um género botânico pertencente à família Urticaceae.